# Барочный цикл

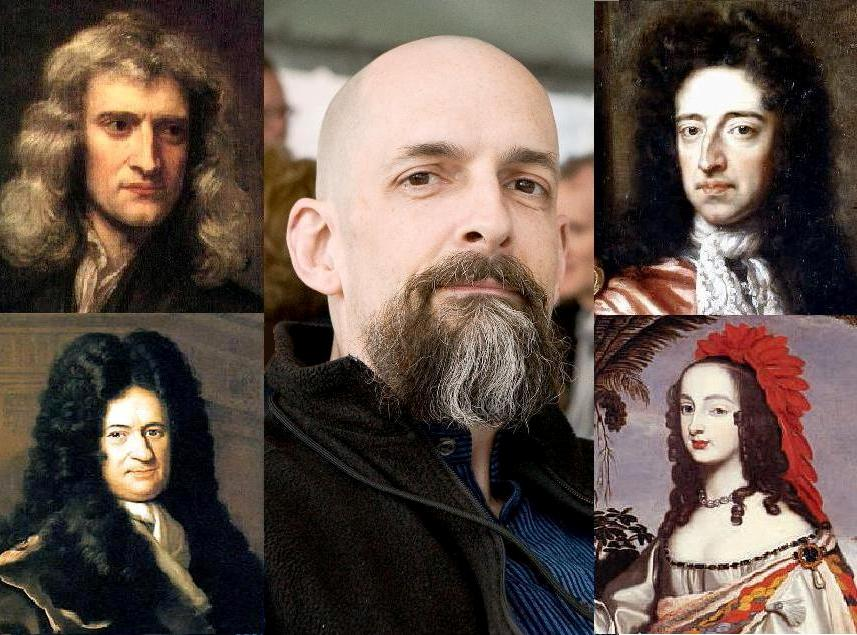
Нил Стивенсон (в центре) использует в качестве персонажей «Барочного цикла» исторических личностей, таких как Исаак Ньютон, Лейбниц, София Ганноверская и Вильгельм Оранский.

Барочный цикл (англ. The Baroque Cycle) — цикл романов американского писателя Нила Стивенсона. Опубликован в 2003 и 2004 годах в трех томах, содержащих 8 книг.
Персонажи, среди которых много исторических фигур перелома XVII и XVIII веков, действующих на территории Европы, Африки, Азии и Центральной Америки. Несмотря на внешнее сходство с приключенческими историческими романами, Стивенсон характеризует свою работу как научную фантастику, аргументируя это наличием сверхъестественных событий и особым сюжетным значением технологий. Криптография и нумизматика в этой серии занимают такое же важное место, как и в других произведениях автора.
В цикл входят:
- Ртуть (Quicksilver, 2003 — Барочный цикл, том 1)
- Смешенье (Confusion, 2004 — Барочный цикл, том 2)
- Система мира[2] (System of The World, 2004 — Барочный цикл, том 3)

Все события цикла романов разворачиваются в период между реставрацией Стюартов и началом XVIII века. В основном герои действуют на просторах Европы, преимущественно в Англии, Голландии, Германии и Франции. Однако приключения одного персонажа, короля бродяг Джека Шафто, имеют обширную географию, включая Ост- и Вест-Индию, Египет, Японию, Мексику и Филиппины. Британские колонии в Северной Америке упоминаются также в связи с другим персонажем, Дэниэлем Уотерхаусом.
События первого тома происходят главным образом в период между Реставрацией в 1660 году и Славной революцией 1688 года. «Смешение» продолжает сюжетные линии «Ртути» без временного перерыва, но благодаря странствиям Джека Шафто география распространяется за пределы Европы фактически на весь земной шар. Действие «Системы мира» происходит в Лондоне в 1714 году, около десяти лет после событий «Смешения».
Центральной темой серии является движение в странах Европы от клерикального и феодального строя к рациональной, основанной на персональных заслугах (а не родовитости) системе правления.